# P2PTV

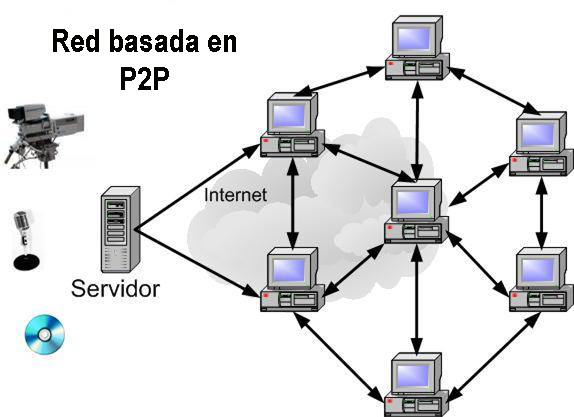
Um sistema p2ptv

P2PTV é uma técnica de transmissão e difusão de conteúdos audiovisuais (vídeos, televisão, etc.) através da Internet usando a arquitetura dos sistemas P2P, aonde nós individuais se conectam a outros nós para receber streams de áudio e vídeo, em lugar de fazê-lo mediante a um único servidor central, como acontece na TV baseada em IP (IPTV). 

## Funcionamento básico
O uso do sistema P2P faz com que os usuários usem suas conexões a Internet para ajudar na distribuição de um sinal: A partir do momento em que um canal de televisão é visualizado através de um sistema P2P, o cliente P2P passa a retransmitir o sinal a outros usuários que estão vendo o mesmo canal. A ideia é simples: cada programa realiza as funções de cliente e servidor. 
Deste modo, solucionam-se dois grandes problemas da transmissão broadcast por Internet: se diminui a carga do servidor e se reduz o consumo de banda ocupado. Com a p2ptv, alguns canais podem manter mais de 100.000 conexões simultâneas de forma leve e otimizada, sem gerar altos consumos de banda.

## Lista de softwares P2PTV
- ver Categoria:P2P